# Artner Lipót Vilmos
Artner Lipót Vilmos (Sopron, 1767. október 28. – 1838 után) evangélikus lelkész.

## Élete
Magyar nemesi családból származott. Tanulmányait szülővárosában végezte, ezután Jenába ment egyetemre; innen haza érkezve 1792 őszétől Őridobrára, Vas vármegyébe hívták lelkésznek; 1803 tavaszán pedig Csávára ment Sopron vármegyébe. 1820-ban és 1838-ban Petőfalván szolgált mint lelkész.

## Munkái
- Probestücke von Predigten eines Landpredigers in Ungarn. Grätz. 1798. (névtelenül)
- Zwey Gelegenheits-Predigten. (I. Abschiedspredigt zu Neuhaus 1803. II. Antrittspredigt zu Stoob.) Oedenburg, 1804.